# 545
545 (DXLV) fue un año común comenzado en domingo del calendario juliano, en vigor en aquella fecha.

## Acontecimientos
- El reino visigodo de la península ibérica se transforma en reino hispano.

## Arte y literatura
- Dedicación de San Apolinar in Classe en Rávena.[1]

## Nacimientos
- Fredegunda, reina franca de Neustria.